# Теорема Лагранжа об устойчивости равновесия
Теорема Лагранжа (Лагранжа — Дирихле) об устойчивости равновесия устанавливает достаточное условие устойчивости равновесия консервативной механической системы. Согласно Л.-Д. т., если в положении равновесия потенциальная энергия консервативной механической системы имеет строгий изолированный минимум, то такое положение равновесия устойчиво по Ляпунову. В частности, из Л.-Д. т. следует, что положение равновесия механической системы в однородном поле тяжести будет устойчивым, когда центр тяжести системы занимает наинизшее положение.
Теорема Лагранжа-Дирихле дает критерий, позволяющий утверждать, что равновесное положение консервативной системы устойчиво, если ее потенциальная энергия имеет минимум. Однако эта теорема не указывает, каким будет равновесие системы, если потенциальная энергия в положении равновесия не имеет минимума.

## Доказательство
Доказательство теоремы есть в книге